# Dayton Miller
Dayton Clarence Miller (Strongsville, 13 maggio 1866 – Cleveland, 22 febbraio 1941) è stato un fisico statunitense.

## Biografia
Dayton Clarence Miller si laureò all'Univeristà Baldwin Wallace di Berea, in Ohio, poi proseguì gli studi in astronomia all'Università di Princeton, discutendo una tesi sul calcolo dell'orbita di una cometa. Dal 1890 insegnò matematica e fisica alla Case School of Applied Science, un incarico che mantenne per cinquant'anni, ritirandosi dal servizio attivo nel giugno del 1940.
È noto a livello internazionale per il suo lavoro sulle misurazioni quantitative di luce e suono, nonché per l'invenzione del phonodeik, che trasforma le onde sonore in un fascio di luce mobile su uno schermo. Studiò l'acustica in relazione alla progettazione degli auditorium e progettò alcune specifiche acustiche per i più importanti auditorium degli Stati Uniti. Importanti furono anche gli studi sulla "deriva dell'etere", in cui cercò la prova della mutazione della terra attraverso l'etere dello spazio, anticipando l'analogo esperimento di Michelson-Morley del 1887.
Miller è noto per aver reso la scienza una materia popolare, che fosse chiara sia ai giovani che agli inesperti. Condivise questo talento con Michael Faraday, con Oliver Joseph Lodge e con William Henry Bragg. Negli ultimi anni di vita tenne una serie di lezioni per bambini nel periodo natalizio al Franklin Institute di Filadelfia. Queste lezioni vennero poi approfondite in un libro nel 1939 con il titolo di Sparks, Lightning, Cosmic Rays.
Oltre che fisico, fu anche un eccellente flautista e compose circa 30 brani per flauto, pianoforte e altri strumenti.

## Opere
- Laboratory Physics (1903)
- The Science of Musical Sounds (1916)
- Boehm on the -Flute and Flute-playing (1908 e 1922)
- The Ether-Drift Experiment and the Determination of the Absolute Motion of the Earth (1933)
- Anecdotal History of the Science of Sound (1935)
- Catalogue of Books and Literary Material Relating to the Flute (1935)
- Sound Waves: Their Shape and Speed (1937)
- Sparks, Lightning, Cosmic Rays (1939)